# ROCK TO YOU (アルバム)
『ROCK TO YOU』（ロック・トゥ・ユー）は、横山裕の1枚目のフル・アルバム。2025年6月9日にINFINITY RECORDSから発売された。本作をもってソロデビューを果たした。

## 概要
- SUPER EIGHTのメンバーとして活動する横山裕のソロデビューアルバム[4][5][6][7]。
- 横山の1年間限定のソロプロジェクト・ROCK TO YOUの一環での発売となる[4][5][6][7]。
- CDは完全生産限定盤、初回限定盤、通常盤の3形態で発売[4][5][6][7]。
  - 本作は全てECストア『ファミクラストア オンライン』限定での通信販売商品であり、2025年5月9日から2026年5月8日までの受注生産[4][5][6][7]。
  - なお、2025年5月23日には完全生産限定盤と初回限定盤が同ストアにて予定数に達したため、完売となっていたが[8]、翌24日には数量限定で追加販売を実施した[9][10][注 1]。
- 本作は、ソロプロジェクト名および本作のタイトルにもある「ロック」をテーマにしたアルバムとなっており、発売日も「ロックの日」である6月9日となっている[4][5][6][7][注 2]。
- 本作には、リード曲「ロックスター」や、元メンバーの渋谷すばるとのコラボ曲「繋がる」をはじめ、SUPER EIGHTのバンドメンバーであるPeachや大西省吾、音楽クリエイティヴユニット・W.Monsterとしても活動し、横山と親交の深い村上サトシや中山浩佑といった、横山とゆかりのあるミュージシャンから楽曲提供された新曲8曲のほか、メンバーの安田章大が作曲し、初の音源化となる過去の横山のソロ曲「cHocoレート」や、安田とのユニット曲「Kicyu」や渋谷・安田とのユニット曲「オニギシ」のソロバージョンといった既存曲3曲を合わせた全形態共通で全11曲を収録[12][13][14][15]。
  - 通常盤のみ、横山がプロデュースを務める後輩グループ・Aぇ! groupの「神様のバカヤロー」のカバーを追加収録し、共通曲を含め全12曲を収録[12][13][14][15]。
  - また、ボーナストラックであるカバー曲以外の全ての楽曲の作詞を横山自身が担当している[12][13][14][15]。
- 完全生産限定盤には、スペシャルグッズとして、オリジナルTシャツとオリジナルリストバンドを付属[4][5][6][7]。
- 初回限定盤には、リード曲「ロックスター」と、渋谷とのコラボ曲「繋がる」のミュージック・ビデオとメイキング映像を収録した特典Blu-rayや、撮りおろしフォトブックを付属[4][5][6][7][14][15][16]。
- 2025年6月28日には、本作の発売を記念し、ソロとしては初となるオンラインミート&グリートが本作の購入者から抽選で開催された[17]。

### 各形態概要
| 特典内容                                                  | 形態           |
| --------------------------------------------------------- | -------------- |
| SPECIAL ZIP PACK仕様                                      | 完全生産限定盤 |
| 歌詞ブックレット（20P）                                   | 完全生産限定盤 |
| 「ROCK TO YOU」オリジナルTシャツ                          | 完全生産限定盤 |
| 「ROCK TO YOU」オリジナルリストバンド                     | 完全生産限定盤 |
| 特典Blu-ray（詳細は「#特典Blu-ray（初回限定盤）」を参照） | 初回限定盤     |
| SPECIAL ZIP PACK仕様                                      | 初回限定盤     |
| トールサイズデジパック仕様                                | 初回限定盤     |
| ポスター型歌詞（8面、16P）                                | 初回限定盤     |
| フォトブック（52P、B5サイズ）                             | 初回限定盤     |
| 歌詞ブックレット（24P）                                   | 通常盤         |

## 販売形態
- 発売日：2025年6月9日
  - 完全生産限定盤（LCNC-0083：CD+オリジナルグッズセット）
    - SPECIAL ZIP PACK仕様。
    - 「歌詞ブックレット」（20P）封入。
    - 「「ROCK TO YOU」オリジナルTシャツ」付属。
    - 「「ROCK TO YOU」オリジナルリストバンド」付属。

  - 初回限定盤（LCNC-0084~0085：CD+Blu-ray+フォトブック）
    - SPECIAL ZIP PACK仕様。
    - トールサイズデジパック仕様。
    - 「ポスター型歌詞」（8面、16P）封入。
    - 「フォトブック」（52P、B5サイズ）同梱。

  - 通常盤（LCNC-0086：CD）
    - 「歌詞ブックレット」（24P）封入。

## 制作

### ソロアルバム制作の経緯

#### ソロプロジェクトの立ち上げ、ソロアルバムの制作
SUPER EIGHTのデビュー20周年を経て、2025年はメンバーそれぞれのスキルアップ期間になると知らされていた横山は、「ライブがしたい」「挑戦したい」と考えるようになり、グループでのライブが難しい状況を受けてソロでのライブを決意したという。さらに、メンバーの音楽的な姿勢に刺激を受け、「武者修行」としてグループの力に頼らず自作曲のみのソロライブを行う構想を立て、オリジナル曲で構成するためにソロアルバムの制作やソロプロジェクトを始動させた。
元々、SUPER EIGHTの11thアルバム『SUPER EIGHT』への収録を想定し、グループ用の楽曲として「HERO」の歌詞を2024年夏前から書き始めていたが、制作が間に合わず、収録は見送られていた。
そこで、「HERO」の歌詞だけが残っていたことからソロ楽曲の制作を本格化させた。当初は「新曲を1〜2曲作り、既存曲と合わせて5〜6曲のミニ・アルバムをリリースしてライブを行う」という構想だったが、1時間以上のワンマンライブを行うには「12〜13曲は必要」とスタッフに助言されたため、フル・アルバムの制作を決断した。

#### 過去のソロ・ユニット曲の収録
しかし、必要とされる全曲を新たに書き下ろすのはスケジュール的に困難だったため、自身が作詞を手がけた過去のソロ曲やユニット曲をリアレンジして収録する方針を取った。安田章大との共作である「cHocoレート」や「Kicyu」は、ソロ曲・ユニット曲という位置づけに加え、「自分が歌詞を書いているから」という理由から、今回の"武者修行"の趣旨にも沿うと判断し、安田からの承諾を得て、バンドアレンジでのソロバージョンの収録となった。

また、既存曲の収録は「曲数が足りない」という理由だけでなく、ユニット曲「オニギシ」をソロアルバムに収録したかったという面もあるという。「オニギシ」は亡き母との思い出が込められた特別な楽曲であり、「どうしてもソロライブで歌いたい」という強い想いから本作への収録に至った。
なお、当初は、自身が作詞を手がけた「クルトン」もソロバージョンの候補に挙がっていたが、同曲はグループ全体の曲であり、「エイト全体の曲をソロでやっても、それは武者修行にならない」「エイトの曲はアルバムに入れるつもりはなかった」との理由から、自分に課した「ルール違反」だと思い直し、自分から「やっぱりやめておく」と収録を見送ったという。

#### カバー曲の収録
本作には、自身がプロデュースを務める後輩グループ・Aぇ! groupの楽曲「神様のバカヤロー」が収録されている。
今回のソロプロジェクトでは、横山が「武者修行」と位置づけて臨んだものであるため、自身に課したルールとして「グループの力を借りない」だけでなく、当初は「他グループのカバーも原則しない」という考えだったという。
「神様のバカヤロー」は、2019年に横山が手がけたAぇ! group初の舞台『僕らAぇ! groupって言いますねん』の中で初披露されたもので、横山は舞台で同グループのバンドとしての魅力を伝えたかったため、横山自身がAぇ! groupの佐野晶哉と小島健に「バンド曲を作ってほしい」と依頼して誕生した楽曲である。制作当時、関西ジャニーズJr.だった室龍太と向井康二が卒業を迎えており、小島が京セラドーム大阪の横山の楽屋で「僕はあの人たちと一緒にやりたいです」「なんでこんなことになるんですか」と号泣し、その感情をぶつけて書き上げたのがこの歌詞であり、佐野がメロディをつけて完成した。
横山にとっても、この一連のやり取りは深く心に残る特別な経験であり、前述の舞台で同曲を披露した際には「毎公演そのシーンで感動していた」と語るほど、強い思い入れがあるという。
これらの理由から、同曲だけは「ちょっと前の自分と重なる」「もう披露する機会もないかもしれない」という想いから、「逃げではない」と判断し、Aぇ! groupのメンバー一人ひとりに直談判を行った。
「俺が頼んだら断れへんやろうけど、ほんまに嫌やったら言うてな？」と誠意を持って伝えたところ、メンバー全員が「横山くんが歌ってくれることが嬉しい」と快く承諾し、本作の唯一のカバー曲として収録が決まった。

### タイトル・テーマ
本作のタイトルやテーマに「ロック」を掲げた理由について、横山は「ロックとは何か」を自身でも明確に定義できていないとしながらも、漠然と「カッコいいもの」であるというイメージを持っているという。
サウンドだけでなく、全体として「カッコよさ」を感じさせるものがロックであり、「僕なりのロックを、アルバムを聴いてくれる一人一人に伝えたい」、ソロツアーを通して「カッコいいライブをやりたい」「そこで正解を出したい」という想いから、タイトルに「ロック」を冠することになり、自身の芸名である「裕（You）」も掛けて、『ROCK TO YOU』というアルバムを制作することになった。その上で、ギターを始めたことも、本作のタイトルで「ロック」を冠することになった大きな要因の一つだという。

### 歌詞
本作では、ボーナストラック以外の全ての楽曲の作詞を横山が担当している。
既存曲の「cHocoレート」「Kicyu」「オニギシ」を除く新曲8曲のうち、「HERO」のみSUPER EIGHTの11thアルバム『SUPER EIGHT』への収録を想定し、グループ用の楽曲として「HERO」の歌詞を2024年夏前から書き始めていたものであるが、それ以外の7曲はソロプロジェクト始動後に書き上げた楽曲である。
長年グループのサポートバンドのメンバーとして参加し、グループの多数の楽曲を制作してきたギタリストのPeachに、後にリード曲となる「ロックスター」の歌詞を渡して作曲を依頼すると、熱い言葉と共に熱い曲が返ってきたため、「この人にこういう歌詞を書いたらちゃんと返してくれるんだ」と思えたのがアルバム制作の上で大きかったという。
グループのユニット曲を作詞する時は「この人とやるからこういう歌詞のほうがいいな」のようにユニットの相手とのバランスを見ながら制作しているが、本作の収録曲の作詞は、前述の通り、今回のソロ活動はライブを中心に考えていたため、ライブのセットリストを意識しており、「ここでレスポンスを入れてみんなで歌いたい」などの曲構成も考えながら作詞したという。
なお、リード曲「ロックスター」と「ど真ん中」以外は、「テーマを決めて歌詞を書く」というよりは「その時の感情に従って歌詞を書く」「感情が溢れたまま書いていき、後から整える」という手法を用いた。しかし、「ロックスター」と「ど真ん中」だけは先にテーマがあったという。
制作当初は「アルバムを作るための作詞」という考えだったが、最終的には自身の想いを込めた内容となり、「誰かに面と向かっては言えないが、メロディに乗せたら伝えれる」という「音楽や歌詞でしか表現できないこと」を詰め込んだ歌詞となっている。
本作において、作詞の際に意識したことは、「ウソなく伝えること」や「多くのオーディエンスに届けようとしたのではなく、目の前にいる人に向けて歌おう、伝えたいことを伝えよう」だという。

### 曲調
本作の楽曲は、Peachが「ライブのセットリストのことを考えた音作り」を意識して制作している。
最初に「ロックスター」が完成したため、次は少しテンポを落とした曲、次はアンセム系というように、ライブでやることをイメージしながら逆算して制作していった。
また、本作の楽曲は、本作を引っさげて開催するソロライブツアー『ROCK TO YOU LIVE TOUR』の会場としてライブハウスが多いことから、Peachと大西によって「観客との距離感」や「密室感」、「天井の低さ」といったライブハウスの環境を想定した音作りとなっている。

### 曲順
本作の収録曲はソロツアーのセットリストを意識して制作しているが、アルバムの曲順はツアーのセットリスト通りになっているわけではなく、あらかじめ1曲目に「ロックスター」、6曲目（アルバムの真ん中）に「ど真ん中」、11曲目（ボーナストラックを除くアルバムの最後）に「オニギシ」のみ横山が決め、それ以外はスタッフが決めたという。

### 作曲者
本作の楽曲は、カバー曲以外は横山が作詞しているが、作曲は横山に縁のあるミュージシャンが担当している。
Peachや大西省吾は、長年SUPER EIGHTのサポートバンドのメンバーとして参加し、グループの多数の楽曲を制作してきたギタリストである。
中山浩佑は、横山と家族ぐるみの付き合いであり、横山の弟とも仲が良いという。
村上サトシは、横山がこれまで様々なメディアで「サトくん」と呼び、「トランペット教えてくれてるおじさん」「料理のおじさん」として話題に上げていた人物である。

### その他
本作の制作スタッフは長年のチームであり、横山の意向を理解しており、「間違いなく、良いものを持ってきてくれる」という信頼関係が築かれているため、グッズや特典の制作の判断を任せることも多いという。

## プロモーション

### 2025年
- 5月9日、横山の44歳の誕生日にソロプロジェクト・ROCK TO YOUの発足と共に本作を発売することが発表され、ジャケット写真やアーティスト写真も同時に発表された[4][5][6][7]。
- 5月10日
  - リード曲「ロックスター」が各配信サイトにて先行配信された[35][4][5][6][7]。
  - 「ロックスター」のミュージック・ビデオが公開された[36][37][38][39]。
- 5月18日
  - 配信プラットフォーム『FAMILY CLUB online』にて、ソロファンクラブ『ROCK TO YOU』の発足記念生配信が行われ[40]、同配信にて、本作の「超先行"全曲"試聴会」が実施された[41]。
  - 本作の全収録曲や特典映像の詳細が発表された[12][13][14][15]。
- 5月19日、本作の初回限定盤に同梱されているフォトブックの撮影メイキング映像が公開された[42]。
- 5月20日、横山のソロファンクラブにて、本作の制作に携わったバンドメンバーとの対談動画の第1弾が公開された[43]。
- 5月22日、横山のソロファンクラブにて、本作の制作に携わったバンドメンバーとの対談動画の第2弾が公開された[44]。
- 5月24日
  - 『ファミクラストア オンライン』にて、予定数に達し完売になっていた本作の完全生産限定盤と初回限定盤の追加販売が数量限定で実施された[9][10]。
  - ROCK TO YOUのInstagramにて、収録曲「プライド」のレコーディング映像の一部が公開された[45]。
- 5月25日、ROCK TO YOUのInstagramにて、収録曲「黄金期」のレコーディング映像の一部が公開された[46]。
- 5月26日
  - 横山のソロファンクラブにて、本作の制作に携わったバンドメンバーとの対談動画の第3弾が公開された[47]。
  - ROCK TO YOUのInstagramにて、収録曲「ど真ん中」のレコーディング映像の一部が公開された[48]。
- 5月27日
  - 横山のソロファンクラブにて、本作の制作に携わったバンドメンバーとの対談動画の第4弾が公開された[49]。
  - ROCK TO YOUのInstagramにて、収録曲「Kicyu」のレコーディング映像の一部が公開された[50]。
- 5月28日
  - 横山のソロファンクラブにて、本作で唯一のカバー曲であるAぇ! groupの「神様のバカヤロー」を制作した小島健と佐野晶哉との対談動画が公開された[51]。
  - ROCK TO YOUのInstagramにて、収録曲「繋がる」のレコーディング映像の一部が公開された[52]。
- 5月29日、ROCK TO YOUのInstagramにて、収録曲「存在意義」のレコーディング映像の一部が公開された[53]。
- 5月30日、ROCK TO YOUのInstagramにて、収録曲「ポインセチア」のレコーディング映像の一部が公開された[54]。
- 5月31日、ROCK TO YOUのInstagramにて、収録曲「オニギシ」のレコーディング映像の一部が公開された[55]。
- 6月1日、ROCK TO YOUのInstagramにて、ボーナストラックのカバー曲「神様のバカヤロー」のレコーディング映像の一部が公開された[56]。
- 6月8日、ROCK TO YOUの公式Xにて、本作収録の全曲のトレイラー映像が公開された[57]。
- 6月9日、本作が横山のソロデビューアルバムとして発売された[4][5][6][7]。
- 6月10日
  - 通常盤のボーナストラックを含む本作の全収録曲のデジタル配信が開始された[58]。
  - 本作のリリースを記念し、スマートフォンアプリ『Stationhead』にて、本作の収録曲をプレイリスト[注 4]で聴きながら、リアルタイムでチャットに参加することができるオンラインのリスニングパーティーが開催された[58]。
- 6月14日、日本テレビ系『with MUSIC』にて、リード曲「ロックスター」とカバー曲「神様のバカヤロー」がテレビ初披露された[59][60][61]。また、「神様のバカヤロー」は原曲であるAぇ! groupとのコラボレーションでの披露となった[59][60][61]。
- 6月28日、本作の発売を記念し、ソロとしては初となるオンラインミート&グリートが開催された[17]。
- 7月26日 - 9月17日、本作を引っさげたソロライブツアー『ROCK TO YOU LIVE TOUR』が開催予定[4][5][6][7]。
- 8月1日・9月17日、本作の発売を記念し、ライブツアー『ROCK TO YOU LIVE TOUR』のリハーサル見学会を開催予定[62]。

## ミュージック・ビデオ
ロックスター

繋がる

## チャート成績

### アルバムチャート順位
- オリコンチャート
  - 初週268ダウンロードを記録し、2025年6月23日付の「オリコン週間 デジタルアルバムランキング」で週間8位を獲得した[1]。
- Billboard JAPAN
  - 初週258ダウンロードを記録し、2025年6月18日公開の「Billboard Japan Top Download Albums」で週間8位を獲得した[2][3]。

## 収録曲

### CD
※「神様のバカヤロー」は通常盤のみ収録。
1. ロックスター - [3:26]
作詞：横山裕
作曲・編曲：Peach
  - 本作のリード曲[35][38]。
  - 2025年5月10日に各配信サイトにて先行配信された[35][4][5][6][7]。
  - 2025年5月10日に同曲のミュージック・ビデオが公開された[36][37][38][39]。
2. プライド - [3:44]
作詞：横山裕
作曲・編曲：Peach
3. cHocoレート - [3:58]
作詞：横山裕
作曲：安田章大
編曲：大西省吾
  - 横山自身が作詞、メンバーの安田章大が作曲を担当した楽曲[63]。
  - 2010年に開催された自身のソロライブツアー『横山YOUがヤっちゃいます〜3 2010春』にて初披露された[63]。
  - 本作にて初の音源化となる。
4. 黄金期 - [3:32]
作詞：横山裕
作曲・編曲：大西省吾
5. HERO - [3:28]
作詞：横山裕
作曲・編曲：Peach
6. ど真ん中 - [4:08]
作詞：横山裕
作曲・編曲：Peach
7. Kicyu - [4:59]
作詞：横山裕
作曲：安田章大
編曲：Peach
  - 横山が作詞、安田が作曲を担当した楽曲[13]。
  - 原曲は横山と安田によるユニット曲[64]。
  - 原曲は本作発売時点で一度も音源化されておらず、本作にて横山のソロバージョンとして初の音源化となる。
8. 繋がる - [5:01]
作詞：横山裕
作曲：渋谷すばる
編曲：フジイケンジ
  - 元メンバーの渋谷すばるとのコラボレーション楽曲であり、作曲も渋谷が担当している[13]。
  - 編曲はThe Birthdayのフジイケンジが担当[13]。
9. 存在意義 - [4:55]
作詞：横山裕
作曲：村上サトシ、中山浩佑
編曲：大西省吾、村上サトシ
10. ポインセチア - [3:50]
作詞：横山裕
作曲：中山浩佑、村上サトシ
編曲：大西省吾、中山浩佑
11. オニギシ - [4:33]
作詞：横山裕
作曲：安田章大
編曲：Peach
  - 横山が作詞、安田が作曲を担当した楽曲[13][注 5]。
  - 関ジャニ∞（当時）の1stアルバム『KJ1 F・T・O』の収録曲のソロバージョン。
  - 原曲は横山・渋谷・安田によるユニット「三兄弟」名義の楽曲。
12. 神様のバカヤロー - [2:54]
作詞：小島健
作曲：佐野晶哉
編曲：Peach、大西省吾
  - 通常盤のボーナストラック。
  - Aぇ! groupの楽曲のカバー[13]。

### 特典Blu-ray（初回限定盤）
| #         | タイトル                            | 作詞  | 作曲・編曲 | 時間  |
| --------- | ----------------------------------- | ----- | ---------- | ----- |
| 1.        | 「ロックスター」(Music Clip)        |       |            | 3:57  |
| 2.        | 「ロックスター」(Behind the scenes) |       |            | 18:39 |
| 3.        | 「繋がる」(Music Clip)              |       |            | 5:04  |
| 4.        | 「繋がる」(Behind the scenes)       |       |            | 21:39 |
| 合計時間: | 合計時間:                           | 49:19 |            |       |

## 楽曲解説
1. ロックスター
  - 本作のリード曲[4][5][6][7]。
2. プライド
  - 同曲はリスナーの手を引っ張って連れ出すような強さのある応援ソングであり、「人生に必要なプライド」と「捨てるべきプライド」の両方について歌われている[24][26]。
  - 横山は「人生に必要なプライド」と「捨てるべきプライド」があると考えており、「変にプライドが高い人」と出会った時に敬遠するのではなく、面倒に感じてもしっかりと関わることで、「得られるものや自分自身の成長に繋がることある」ということを書いたという[26]。
  - 横山いわく「結構挑発的というかアグレッシブな気持ち」の時に歌詞を書いたという[26]。
  - なお、同曲の「幸せ辛さって 一本違いだろ」という歌詞は、2007年発売のメンバーの安田章大が自身で作詞・作曲を手掛けたソロ曲「わたし鏡」の「幸せ、辛さ背中合わせの一線違いであって」から引用している[26][31]。
    - 同フレーズのことをリリース当時から横山が気に入っており、「プライド」で引用するにあたり、「わたし鏡」を作詞した安田に許可を取ったという[26][31]。
    - そのため、引用した歌詞に続く歌詞が「偉そうに言ってごめんな 誰かのパクリなんだわ」というフレーズになっている[26][31]。
3. cHocoレート
  - 同曲は、横山自身が作詞し、メンバーの安田章大が作曲を手掛けた楽曲である[63][24][19][25][21][26]。
  - 2010年に開催された自身のソロライブツアー『横山YOUがヤっちゃいます〜3 2010春』にて初披露された[63]。
  - 1960年代のロックを彷彿とさせるポップなロックナンバーとなっている[63][65]。
  - 同曲の歌詞では「味覚が記憶と深く繋がってる」ということを比喩として伝えており、チョコレートの甘さやほろ苦さを恋に喩えている[66]。
  - 横山が歌詞を書きなぐったものを、「曲を作って」と丸投げの状態でそのまま安田に渡したという[67]。
  - 作曲を担当した安田いわく「当時の横山の可愛いところ」を最大限に引き出すように意識して作曲したという[68][65]。
  - なお、横山が作詞する曲は食べ物をテーマにした楽曲が多く、同ツアーで披露する曲として、同曲と共に後にグループの楽曲として発表することになる「クルトン」も候補にあったという[67]。
  - 本作に自身が作詞した過去のソロ・ユニット曲の収録することを決めた後、「Kicyu」のバンドアレンジが成功したことで、「cHocoレート」のバンドアレンジも思いつき、「Kicyu」と同じく大西にアレンジを依頼し、収録に至った[19]。
4. 黄金期
  - 切ない影を感じさせるロックなイントロから始まり、ロカビリー要素とポップロックが融合したキャッチーな楽曲[65]。
  - 同曲のタイトルは、横山がジャニーズJr.だった時代を総称した「ジュニア黄金期」から引用されている[69][70]。
  - 関西ジャニーズJr.時代の横山は、滝沢秀明を筆頭に、後の嵐や関ジャニ∞となるメンバー、生田斗真、山下智久ら人気メンバーと同世代であり、当時を「黄金期」と称されることが多かったが、横山自身は「いやいや、常に今が一番良い状態だから」との想いを持ち続けているという[69][71][70]。
  - また、このことは横山が影響を受けてきた『週刊少年ジャンプ』でも言えることであり、『ろくでなしBLUES』や『SLAM DUNK』などが連載されていた1980年代後期から1990年代を「ジャンプ黄金期」とする声もあることから、同誌の制作陣も「あの頃がピークだったなんて思っていないはず」との考えから、歌い出しを「ろくでなし」という歌詞で始めていたり、『SLAM DUNK』を彷彿とさせるフレーズを歌詞に使用したり、当時の作品へのオマージュが散りばめられている[69][71][70]。
  - 同曲を通して横山は「年を重ねるのも案外悪くない」と思うようになったといい、事務所の中で年齢的にもキャリア的にも上の立場になってきたからこそ、「いくつになってもアイドルでい続ける良さ」を感じ、自分たちが楽しんで様々な活動をしている姿を見せることで「年齢なんて関係ない」ということを体現して後輩たちに伝えていきたいという[71]。
  - なお、横山は「ずっと黄金期」という考えに対して、「そう思わないと、やる意味がない」「もう少し歳を重ねたら変わってくるかもしれないですけど、20周年が終わったから落ち着く時期ではなくて、どう次に向かうかっていうマインド」と語っている[69]。
5. HERO
  - 当初はSUPER EIGHTの11thアルバム『SUPER EIGHT』への収録を想定し、同作のコンセプトである「1000年後の未来から来たSUPER HERO」から「ヒーロー」をテーマにグループ用の楽曲として2024年夏前から書き始めていた楽曲[18][21][26][31]。
  - しかし、制作が間に合わず、同作の収録は見送られたが、同曲の歌詞だけが残っていたことから、本作の制作を本格化させるきっかけとなった[18][31]。
6. ど真ん中
  - 同曲は本作の曲順を決める際に、横山があらかじめ6曲目（アルバムの真ん中）に収録することを決めていた楽曲[31]。
  - 同曲はリスナーの背中を支えるような応援ソングとなっている[26]。
  - 横山が元々「ど真ん中」という言葉が好きであり、「自分の人生観」や同曲制作時に感じていた「ソロプロジェクトをやってやるぞ！絶対負けないぞ！」という想いを込めたという[26]。
  - 横山は同曲に対して「新曲の中では凄く好きな曲」と語っており、他の楽曲ではあまり作曲者に対して意見はしなかったというが、同曲は作曲を担当したPeachが最初に作曲した段階のものを横山に渡した際に、横山が「こういう感じじゃないです。もっと熱いやつがいい！」と、より熱さを求めてPeachにオーダーを出したという[28]。
7. Kicyu
  - 横山自身が作詞し、安田が作曲を手掛けた楽曲である[24][19][25][21][26]。
  - 原曲は横山と安田によるユニット曲であるが、本作では横山のソロバージョンとして収録している[24][19][25][21][26]。
  - 本作に自身が作詞した過去のソロ・ユニット曲の収録することを決めた後、同曲をバンドアレンジすることを思いつき、大西にアレンジを依頼すると、横山いわく「もの凄くカッコよくしてくれた」という[19]。
    - なお、「Kicyu」のバンドアレンジが成功したことで、「cHocoレート」の収録に繋がったという[19]。

  - 同曲を収録する上で、作曲を担当した安田に許可を得て、ソロバージョンでの収録となった[26]。
  - 原曲とは異なり、ギターのアルペジオからイントロが始まっている[65]。
8. 繋がる
  - 同曲は、かつて横山と共に関ジャニ∞（当時）のメンバーとして活動していた渋谷すばるとのツインボーカルのコラボレーション楽曲である[12][13][14][15][69]。
  - 横山自身が作詞し、元メンバーの渋谷が作曲、関ジャニ∞の「BOY」や渋谷の「渚と台風」を制作したThe Birthdayのフジイケンジが編曲を担当[12][13][14][15]。
9. 存在意義
  - 同曲は、横山がライブのことを思い浮かべて制作した楽曲であり、本作のリード曲「ロックスター」と同様に横山の中で「ライブをやるにあたって、こういうことを言いたい」という本作の2本軸となる楽曲である[20][28]。
  - 同曲は長年生活を共にする機会が多い村上サトシが作曲・編曲を担当しており、横山は村上に「これを作ってもらおう、あいつにも本気出してもらおう」という想いから、横山の大事な想いを伝える楽曲の1つを村上に頼んだという[28]。
  - 同曲では「あなた」という単語を用いているが、「ロックスター」でも「君」という単語で表現しているなど、「リスナー一人一人にしっかり届けること」を大事に考えて作詞したという[20]。
    - 今回のソロプロジェクトは「一人一人にどれだけのものが伝わるライブをできるか」が一番重要だと考えており、「観客は傍観者ではなく、当事者であってほしい」という想いが込められている[20]。

  - なお、同曲も「ロックスター」も横山が「今伝えたいこと」をそのまま書いた楽曲であるため、どちらの楽曲でミュージック・ビデオを制作するか迷ったという[20]。
10. ポインセチア
  - ファンタジックなバラードの楽曲[71]。
  - 横山が「ライブの中で少し雰囲気が出せるようなバラード」を意識して制作した[71]。
  - 作曲を担当した中山浩佑に、歌詞と共にサウンド感のイメージを伝えて作曲を依頼したという[71]。
  - サビの「結局人と人とか言うなよ」の部分が横山が一番伝えたいメッセージだという[71]。
  - 「所詮他人だから分かり合えない」という意見もあるが、横山は逆に「いくら他人であったとしても、人と人だからこそ話し合うことができるし、その先できっと分かり合うこともできる」と考えており、このような想いが恋愛の駆け引きとリンクさせつつ描かれている[71]。
  - 本作ではロックでアッパーチューンが続く中、同曲は他の楽曲と比べても毛色が違うため、横山は「個人的に凄く好きな曲」だと語っている[71]。
11. オニギシ
  - 横山自身が作詞し、安田が作曲を手掛けた楽曲である[24][69][25][21]。
  - 原曲は横山と渋谷と安田によるユニット曲であるが、本作では横山のソロバージョンとして収録している[24][69][25][21]。
12. 神様のバカヤロー
  - 通常盤のみのボーナストラック[13]。
  - Aぇ! groupの楽曲のカバーであり、本作で唯一のカバー曲である[12][13][14][15]。
  - なお、同曲は歌うのが難しく、本作の収録曲の中で一番レコーディングに時間がかかったという[20]。

## 楽曲提供者
※表記は曲順通り。
- 安田章大
  - 「cHocoレート」（作曲）
  - 「Kicyu」（作曲）
  - 「オニギシ」（作曲）
- 渋谷すばる
  - 「繋がる」（作曲）
- フジイケンジ（The Birthday）
  - 「繋がる」（編曲）

## 参加ミュージシャン
※アルバムクレジットより。
ロックスター

プライド
- Drums：坂本暁良
- E.Bass：種子田健
- Keyboards：こさかりょうこ
- Chorus：Peach、田上"チップ"敏嗣
- E.Guitar & All Other Instruments：Peach

cHocoレート
- Drums：髭白健
- E.Bass：種子田健
- E.Guitar, Chorus & Programming：大西省吾

黄金期
- Drums：髭白健
- E.Bass：種子田健
- Chorus：大西省吾、Peach
- E.Guitar & All Other Instruments：大西省吾

HERO
- Drums：髭白健
- E.Bass：種子田健
- A.Piano：こさかりょうこ
- E.Guitar & All Other Instruments：Peach

ど真ん中
- Drums：髭白健
- E.Bass：種子田健
- E.Guitar：Peach
- A.Piano：石井ひなた
- Chorus：Peach、田上"チップ"敏嗣

Kicyu
- Drums：坂本暁良
- E.Bass：種子田健
- Keyboards：石井ひなた
- E.Guitar & All Other Instruments：Peach

繋がる

存在意義
- Drums：坂本暁良
- E.Bass：種子田健
- E.Guitar：大西省吾
- Chorus & All Other Instruments：村上サトシ（W.Monster）

ポインセチア
- Drums：髭白健
- E.Bass：種子田健
- E.Guitar & Chorus：大西省吾
- A.Piano：村上サトシ（W.Monster）
- All Other Instruments：大西省吾、中山浩佑（M.Monster）

オニギシ

神様のバカヤロー
- Drums：髭白健
- E.Bass：種子田健
- E.Guitar & Chorus：大西省吾
- All Other Instruments：Peach

## テレビ歌唱
ロックスター

神様のバカヤロー
- with MUSIC（2025年6月14日、日本テレビ） - Aぇ! groupとのコラボ

## 関連ライブ
- ROCK TO YOU LIVE TOUR（2025年7月26日 - 9月17日、全18公演〈予定〉）[4][5][6][7]
- リハーサル見学会（2025年8月1日・9月17日、全2公演〈予定〉）[62]